# Maria Franiel-Kozieł
Maria Franiel-Kozieł (ur. 5 maja 1920 r. w Brzozowicach-Kamieniu; zm. 27 stycznia 2020 r. w Świerklańcu) – konspiratorka, harcerka, więźniarka niemieckiego obozu.

## Życiorys

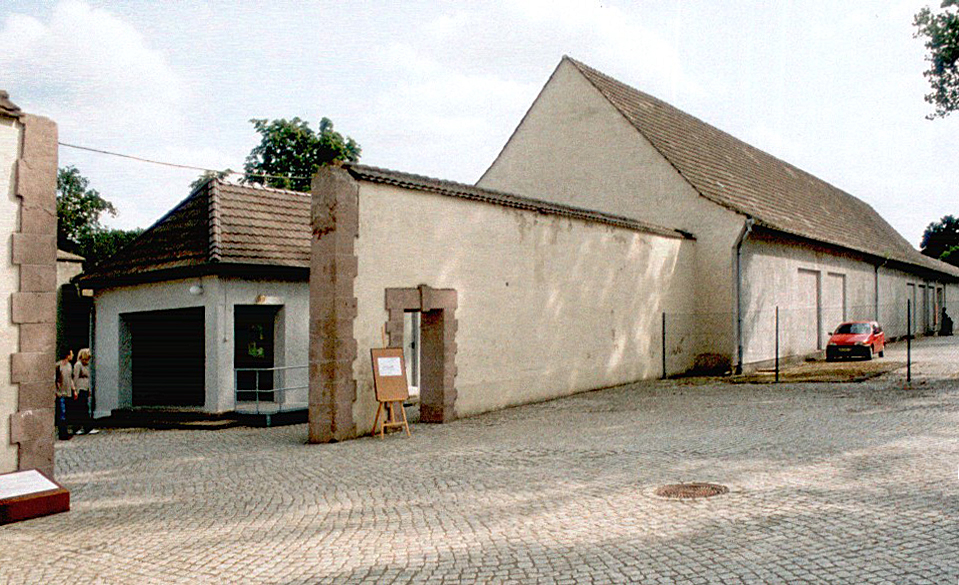
Brama obozu KL Ravensbrück

Była córką Franciszka Franiela, powstańca śląskiego. Pracowała w magistracie w Tarnowskich Górach, a następnie w Cieszynie przeszła kurs opieki społecznej, a od maja 1939 r. pracowała w wydziale opieki społecznej w Bielsku-Białej. Pod koniec 1939 r. przyjęła przysięgę POP i zaczęła angażować się w działania konspiracyjne. Jesienią 1941 gestapo aresztowało ją oraz jej młodszą siostrę, Apolonię. Trafiły do więzienia w Mysłowicach. W wyniku procesu zostały skazane na dożywocie i jako więźniarki polityczne przewiezione do obozu KL Ravensbrück. Maria otrzymała numer obozowy 11517. Siostry pracowały niewolniczo w obozowej szwalni, angażując się jednocześnie w tajne nauczanie i niesienie pomocy wśród współwięźniarek. Obie dożyły do wyzwolenia obozu przez Armię Czerwoną.
Od maja 1946 wielokrotnie z harcerkami „Murów", które w Ravensbrück tworzyły tajną organizację harcerską, Maria odbywała pielgrzymki na Jasną Górę, biorąc udział w mszach świętych za ofiary, rodziny ofiar i byłe więźniarki obozu. Od 1947 roku mieszkała w Kudowie-Zdroju, pracując jako kierowniczka domu wczasowego dla byłych więźniów. Później zamieszkała w Świerklańcu.
Odznaczona Krzyżem Kawalerskim Orderu Odrodzenia Polski, Medalem  Zwycięstwa i Wolności 1945.